# Phrynosoma
Los lagartos cornudos, llora sangres o erróneamente llamados camaleones (Phrynosoma) son un género de lagartos de la familia Phrynosomatidae. Se caracterizan por tener el cuerpo aplanado en forma oval con una hilera de espinas rodeando los costados, una especie de cuernos en la cabeza y, en la mayoría de especies, disparar un chorro de sangre por su ojo al incrementar su presión sanguínea. La forma y número de los cuernos en la cabeza varía según la especie. Sus especies se distribuyen por América, desde el sur de Canadá hasta Guatemala.

## Especies

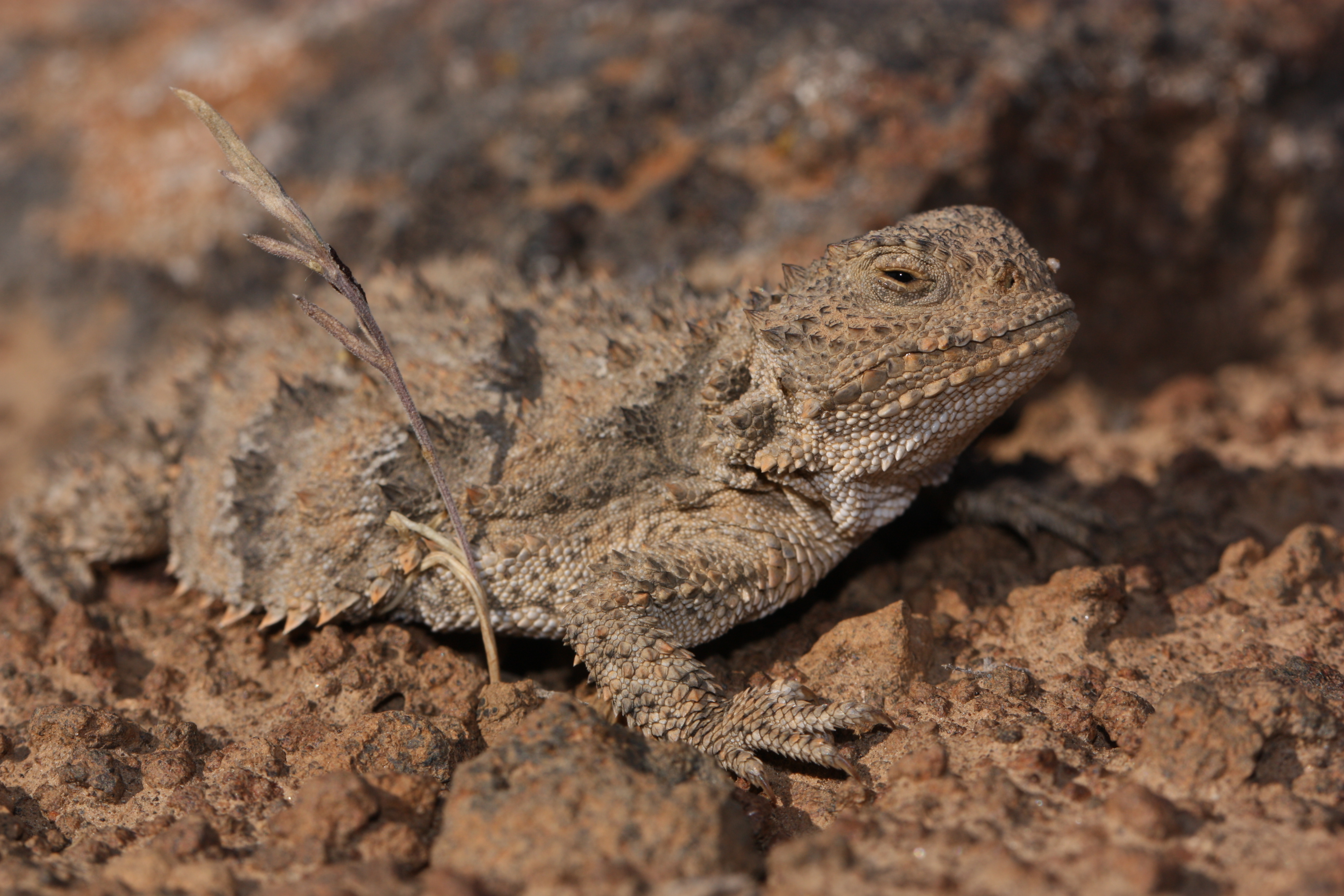
Phrynosoma douglasii

Se reconocen las siguientes 21 especies:
- Phrynosoma asio Cope, 1864
- Phrynosoma bauri Montanucci, 2015
- Phrynosoma blainvillii Gray, 1839
- Phrynosoma braconnieri Duméril & Bocourt, 1870
- Phrynosoma brevirostris (Girard, 1858)
- Phrynosoma cerroense Stejneger, 1893
- Phrynosoma cornutum (Harlan, 1824)
- Phrynosoma coronatum (Blainville, 1835)
- Phrynosoma diminutum Montanucci, 2015
- Phrynosoma ditmarsi Stejneger, 1906
- Phrynosoma douglasii (Bell, 1828)
- Phrynosoma goodei Stejneger, 1893
- Phrynosoma hernandesi Girard, 1858
- Phrynosoma mcallii (Hallowell, 1852)
- Phrynosoma modestum Girard, 1852
- Phrynosoma orbiculare (Linnaeus, 1758)
- Phrynosoma ornatissimum (Girard, 1858)
- Phrynosoma platyrhinos Girard, 1852
- Phrynosoma sherbrookei Nieto-Montes de Oca, Arenas-Moreno, Beltrán-Sánchez & Leaché, 2014
- Phrynosoma solare Gray, 1845
- Phrynosoma taurus Dugès, 1873